# Ghazala (Al-Mucharram)
Ghazala (arab. غزالة) – wieś w Syrii, w muhafazie Hims. W 2004 roku liczyła 408 mieszkańców.